# Stazione di Grosseto
Stazione di Grosseto vasútállomás Olaszországban, Grosseto településen.

## Vasútvonalak
Az állomást az alábbi vasútvonalak érintik:
- Pisa–Róma-vasútvonal

## Kapcsolódó állomások
A vasútállomáshoz az alábbi állomások vannak a legközelebb:
- Stazione di Montepescali
- Stazione di Alberese